# Joni Metcalf
Joni Metcalf (eigentlich Joanna Swartz, * 1931; † 15. November 2022) war eine US-amerikanische Jazzmusikerin (Piano, Gesang).

## Leben und Wirken
Melcalf besuchte die Lincoln High School in Seattle und absolvierte ein klassisches Gesangsstudium an der University of Washington. Während dieser Zeit trat sie mit Billie Holiday in der Washington Hall auf. 1952 heiratete sie den Jazz-Bassisten (und Architekten) Chuck Metcalf, mit dem sie drei Kinder haben und sich in den nächsten 17 Jahren scheiden, wiederheiraten und erneut scheiden lassen würde. Ihr Beatnik-„Pad“ in der Brooklyn Avenue Northeast und später ihr Fünf-Zimmer-Haus in Madrona wurden für ihre nächtlichen Jamsessions legendär. 1966 halfen die Metcalfs bei der Gründung der Seattle Jazz Society und veranstalteten in ihrem Haus auch ein Bürgerrechts-/Anti-Vietnamkriegs-Forum, an dem unter anderem der Komiker/Aktivist Dick Gregory teilnahm. In den 1960er-Jahrn trat sie Sängerin und Pianistin jahrelang im Century House, Ivar's Captain's Table und im  University Towers mit einem Programm aus Jazz-, Pop-, Folk- und sogar klassischen Stücken auf.
Mit ihrer gleichmäßigen Stimme und ihrem subtil sardonischen Witz galt Metcalf als eine Bühnenpersönlichkeit, die der Inbegriff von Coolness war, hieß es im Nachruf der Seattle Times. „Sie hatte den großen Respekt aller in der Szene“, sagte der langjährige Discjockey und Jazzautorität aus Seattle, Jim Wilke. „Sie war eine gute Sängerin, eine gute Pianistin und eine interessante Komponistin. Sie hat wirklich alles gemacht.“ Unter eigenem Namen legte sie 1963 das Album Joni! (Camelot Records) vor, mit Interpretationen von Stücken Cole Porters und Duke Ellingtons. 1969 folgte die LP Joni Metcalf (21 Records), auf der sie Pop- und Jazzstandards wie All of You, A Day in the Life, Love for Sale, Dangling Conversation von Simon & Garfunkel und Burt Bacharachs This Girl’s in Love with You sang. Begleitet von einem Jazz-Quintett entstand noch 1981 das Album Ringaround, auf dem sie von Denney Goodhew, David Peterson, Ron Holdridge und Dean Hodges begleitet wurde.
In den späten 1970er Jahren begann Metcalf, Jazzgesang zu unterrichten, was zu einer zehnjährigen Tätigkeit am Cornish College in Seattle führte, wo sie nicht nur das Vocal Jazz-Programm, sondern auch einen Musikkarriere-Workshop organisierte. Bei Workshops und Gesangs-Jams in inzwischen aufgelösten Clubs wie Parnell’s und Matzoh Momma’s war sie als Mentorin für lokale Sänger aktiv. Obwohl sie Cornish 1987 verließ, unterrichtete Metcalf weiterhin privat für mehr als 15 Jahre. Mit 77 Jahren zog sie in eine Altersresidenz, Northaven West, und blieb dort bis zu ihrem Tod.